# Daniel Rahimi
Daniel Rahimi (persisch دانیال رحيمي; * 28. April 1987 in Umeå) ist ein ehemaliger iranisch-schwedischer Eishockeyspieler, der im Verlauf seiner aktiven Karriere zwischen 2005 und 2024 unter anderem über 580 Spiele in der Elitserien bzw. Svenska Hockeyligan auf der Position des Verteidigers bestritten hat. Mit den Växjö Lakers gewann Rahimi im Jahr 2018 die Schwedische Meisterschaft.

## Karriere
Rahimi, der Sohn eines Iraners und einer Schwedin, spielte während seiner Jugendzeit bei den Junioren des IF Björklöven. Im Alter von 16 Jahren kam er in der Saison 2003/04 zu ersten Einsätzen in der U18-Mannschaft des Klubs, die in der J18 Allsvenskan, der höchsten schwedischen Liga dieser Altersklasse, spielte. In zehn Spielen verbuchte der Verteidiger drei Scorerpunkte, konnte damit den Abstieg aber nicht verhindern. Unterdessen lief er auch einige Male im U20-Team auf. Auch in der folgenden Spielzeit kam Rahimi sowohl in den U18- als auch U20-Junioren zum Einsatz. Da er mit der U20 am Ende der Spielzeit den Aufstieg in die J20 SuperElit schaffte, spielte er im nachfolgenden Spieljahr wieder erstklassiges Junioreneishockey. Der Abwehrspieler wurde in 26 Spielen eingesetzt und erzielte neun Scorerpunkte. Darüber hinaus steuerte er in sechs Playoff-Partien fünf Punkte bei.

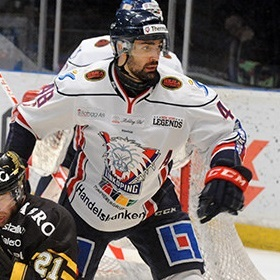
Rahimi im Trikot des Linköping HC (2014)

Im Verlauf der Saison 2005/06 war Rahimi auch erstmals in den Profikader Björklövens geholt worden und hatte sechs Partien für die Seniorenmannschaft in der zweitklassigen Allsvenskan absolviert. Daraufhin wurde er im Sommer 2006 im NHL Entry Draft in der dritten Runde an 82. Stelle von den Vancouver Canucks aus der National Hockey League (NHL) ausgewählt. Diese nahmen den inzwischen 19-Jährigen wenige Wochen nach dem Draft unter Vertrag, entschieden sich im Herbst aber dazu, dass er noch eine weitere Saison in seiner Heimat verbringen sollte. Rahimi absolvierte die Saison 2006/07 somit erneut in Schweden. Er bestritt 33 Partien für die Profis und kam auf zwei Scorerpunkte sowie zu fünf Spielen für die U20-Junioren. Im Anschluss an die Spielzeit in Europa holten die Canucks den Verteidiger nach Nordamerika. Dort setzten sie ihn in fünf Spielen bei ihrem Farmteam, den Manitoba Moose, in der American Hockey League (AHL) ein. Aber der Saison 2007/08 gehörte der Schwede dann zum Kader der Moose, pendelte im Saisonverlauf aber des Öfteren zwischen dem AHL-Kader und den Victoria Salmon Kings aus der ECHL, die ebenfalls eine Kooperation mit den Vancouver Canucks pflegten. Am Ende des Spieljahres hatte Rahimi 41 Spiele für Manitoba und 19 für Victoria absolviert. Der defensiv ausgerichtete Verteidiger hatte dabei jeweils fünf Scorerpunkte erzielt. Die Spielzeit 2008/09 verbrachte er dann komplett bei den Moose in der AHL. Allerdings kam er nur in der regulären Saison zum Einsatz. In den Playoffs, in denen Manitoba erst im Finale um den Calder Cup an den Hershey Bears scheiterte, kam er nicht zum Einsatz.
Während der Sommerpause war Rahimi dann Teil eines Transfergeschäftes, als die Canucks ihn und Patrick White Ende August an die San Jose Sharks abgaben. Im Gegenzug wechselten Christian Ehrhoff und Brad Lukowich nach Vancouver. Da die Sharks keine Möglichkeit sahen, Rahimi im NHL-Kader unterzubringen und ihn nicht in der AHL einsetzen wollten, liehen sie ihn für die Saison 2009/10 an Rögle BK aus der schwedischen Elitserien aus. Anschließend wurde sein Vertrag in San Jose nicht verlängert und er wechselte zur Spielzeit 2010/11 innerhalb der Elitserien zum HV71, mit dem er in der Saisonvorbereitung zudem an der Erstausgabe der European Trophy teilgenommen hatte. Im weiteren Saisonverlauf kam er zudem als Leihspieler zu vier Einsätzen für IF Troja-Ljungby in der Allsvenskan. Im Sommer 2012 wurde er vom Elitserien-Teilnehmer Linköping HC verpflichtet, für den er insgesamt vier Jahre im schwedischen Eishockey-Oberhaus auflief. 
Im April 2016 gab der HC Davos aus der Schweizer National League A (NLA) Rahimis Verpflichtung bekannt. Nach einem Jahr bei den Bündnern zog Rahimi in seine schwedische Heimat zurück und wurde im April 2017 von den Växjö Lakers verpflichtet. Mit dem Team gewann er im Jahr 2018 die Schwedische Meisterschaft. Nach drei Jahren bei den Lakers kehrte der Abwehrspieler im Mai 2020 zu seinem Ausbildungsverein nach Björklöven zurück, der weiterhin der zweitklassigen Allsvenskan angehörte. In den folgenden vier Spielzeiten ließ Rahimi dort seine Karriere, die er im Sommer 2024 beendete, ausklingen.

### International
Für sein Heimatland Schweden nahm Rahimi im Juniorenbereich an der U20-Junioren-Weltmeisterschaft 2007, die auch in Schweden ausgetragen wurde, teil. Dort belegte er mit seiner Mannschaft nach Niederlagen im Halbfinale gegen Russland und im Spiel um den dritten Platz gegen die Vereinigten Staaten den vierten Platz. Dabei bestritt der Verteidiger alle sieben Partien seines Teams. Er blieb punktlos und sammelte 18 Strafminuten.
Mit der schwedischen A-Nationalmannschaft wurde er bei der Weltmeisterschaft 2014 Dritter. Im Verlauf des Turniers bestritt er zwei Spiele. Ein Jahr später nahm er zudem an der Weltmeisterschaft 2015 teil.

## Erfolge und Auszeichnungen
- 2005 Aufstieg in die J20 SuperElit mit dem IF Björklöven
- 2014 Bronzemedaille bei der Weltmeisterschaft
- 2018 Schwedischer Meister mit den Växjö Lakers

## Karrierestatistik

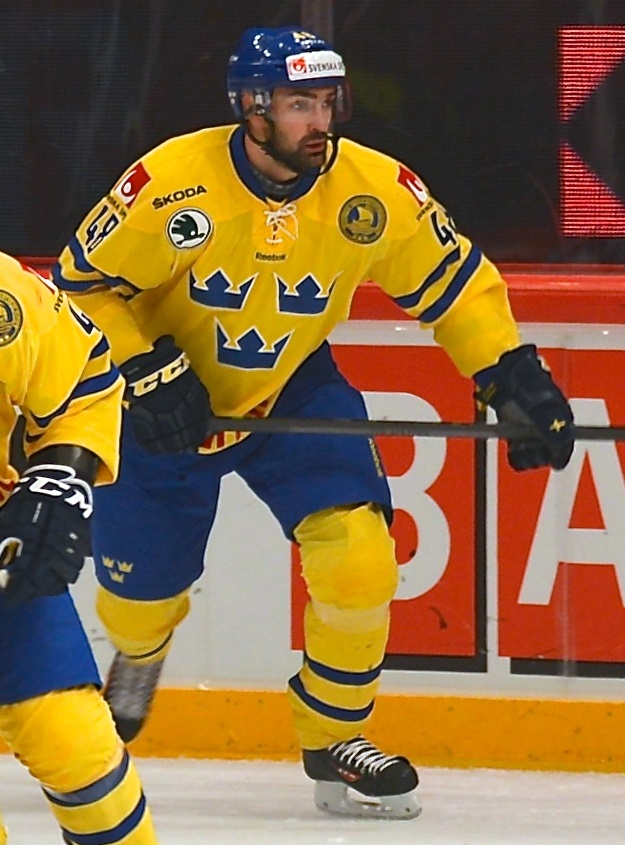
Rahimi als Spieler der schwedischen Nationalmannschaft (2014)

### International
Vertrat Schweden bei:
- U20-Junioren-Weltmeisterschaft 2007
- Weltmeisterschaft 2014
- Weltmeisterschaft 2015

(Legende zur Spielerstatistik: Sp oder GP = absolvierte Spiele; T oder G = erzielte Tore; V oder A = erzielte Assists; Pkt oder Pts = erzielte Scorerpunkte; SM oder PIM = erhaltene Strafminuten; +/− = Plus/Minus-Bilanz; PP = erzielte Überzahltore; SH = erzielte Unterzahltore; GW = erzielte Siegtore; 1 Play-downs/Relegation; Kursiv: Statistik nicht vollständig)